# Austrolimnophila (Austrolimnophila) elnora
Austrolimnophila (Austrolimnophila) elnora is een tweevleugelige uit de familie steltmuggen (Limoniidae). De soort komt voor in het Neotropisch gebied.